# Boiar

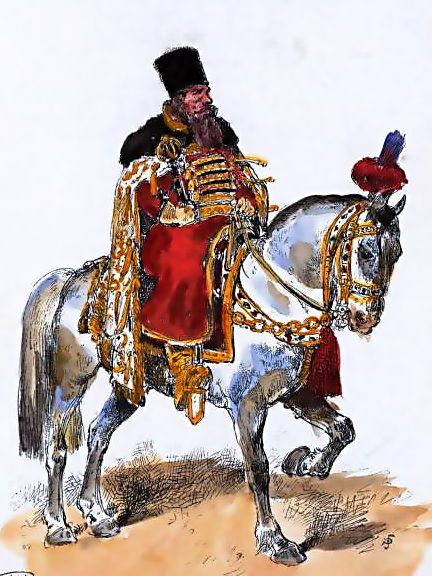
Boiar rus del

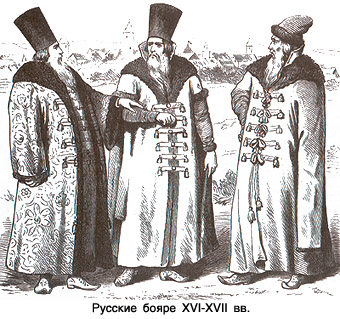
Boiars russos

Boiar (en rus: боя́рин (sing.) i боя́ре (pl.)) és el títol dels nobles terratinents eslaus, que s'empra sobretot en l'àmbit rus, serbi, búlgar i romanès (inclosa Moldàvia).
A Rússia s'associen a una noblesa rural que es caracteritzava per la seva indumentària particular: abrics llargs de brocat i vellut, folrats de pells, arribant fins als peus, altes gorres de marta gibelina i llargues barbes.

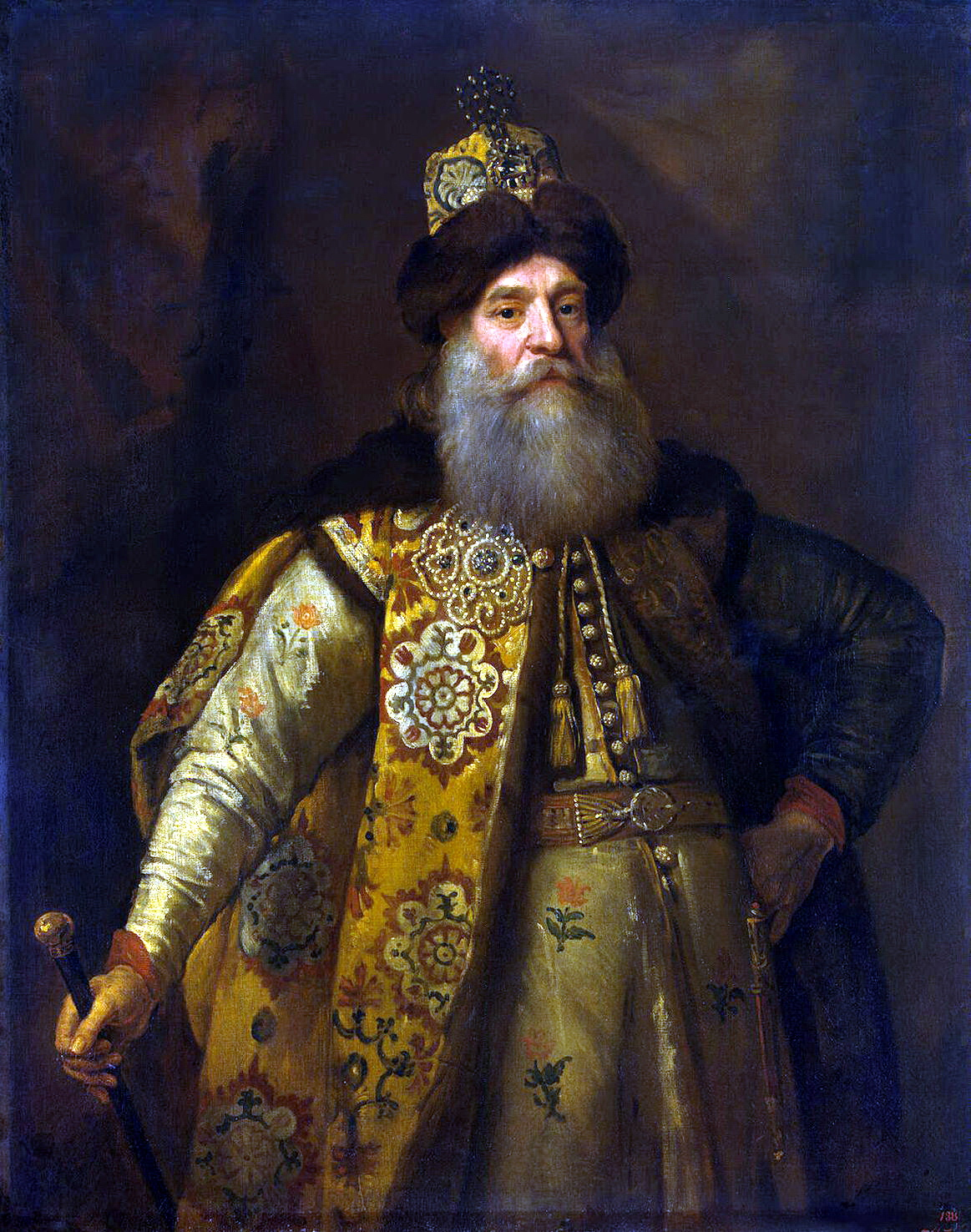
Retrat del boiar rus Piotr Potemkin per Godfrey Kneller

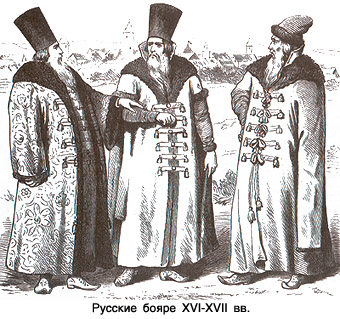
Boiars russos als segles XVI i XVII

## Etimologia
També conegut com a boliar; les variants en altres idiomes són búlgar: боляр, romanitzat: bolyar o búlgar: болярин, romanitzat: bolyarin; rus: боярин, romanitzat: boyarin, pl. бояре; romanès: boier; i grec: βογιάρος.
El títol Boila és el predecessor o la forma antiga del títol Boliar (la paraula búlgara per a boiar). Boila era un títol que portaven uns quants dels aristòcrates búlgars (principalment governadors regionals i guerrers nobles) durant el Primer Imperi Búlgar (681–1018). La forma plural de boila (noble), bolyare, està testimoniada en inscripcions búlgares i traduïda com a boilades o boliades en el grec dels documents bizantins.
Estudiosos i lingüistes han suggerit múltiples teories de derivació de la paraula, com ara que té possibles arrels del turc antic: bai (noble, ric; vegeu bay ") més el turc är (home, homes), el protoeslau boj (lluita, batalla) o del romanès boi (bous, bestiar) a Boier': (propietari de bestiar).

## Història
Des dels dies del principat ucraïnès de Kíiv, els boiars eren els caps de grans clans familiars, que podien mobilitzar sota el seu lideratge grans masses de gent per prestar serveis militars als prínceps de Kíiv. Tot i la decadència de Kíiv, els boiars van aconseguir mantenir la seva influència gràcies a la conquesta i explotació de les terres fèrtils dels seus veïns més febles.
Així mateix, en l'etapa d'expansió del principat de Moscòvia, els boiars seguien conservant la seva influència política i econòmica, així com una gairebé completa autonomia, la qual cosa entrava en conflicte amb l'expansió del poder dels mateixos prínceps moscovites, que teòricament tenien els boiars sota el seu domini. No obstant això, en el regnat d'Ivan el Terrible, els boiars van ser realment sotmesos violentament al control polític i militar de Moscou, quedà suprimida gran part de la seva antiga autonomia, ja que Ivan el Terrible va crear un poderós cos de tropes que només a ell rendia comptes dels seus actes, l'Oprítxnina, i debilità així les forces bèl·liques de cada boiar.
A partir del regnat de Pere I el Gran, a inicis del segle xviii, es va produir un revolucionari canvi en els costums i indumentària dels boiars, imposant el costum occidental dels vestits europeus, l'ús de perruca, afaitat de la barba, etc. També es va imposar a Rússia l'ús dels títols nobiliaris europeus.
Una altra modificació important del regnat de Pere I va ser la major dependència dels boiars respecte del mateix tsar, de manera que el seu prestigi i poder (ja disminuïts en comparació a segles passats) no depenia només de la seva destresa militar o riquesa personal, sinó dels serveis prestats a l'Imperi Rus i la seva lleialtat personal al tsar. En establir-se la taula de rangs per ordre del sobirà, tota la noblesa russa va quedar dividida en estrats molt diferenciats, i fou possible l'ascens o descens en aquesta escala mitjançant el desenvolupament en servei del tsar, es fixà més com a deure màxim dels nobles mostrar lleialtat total al seu sobirà; això era més important quan, com a producte de les reformes efectuades, Pere I el Gran, a diferència dels antics prínceps de Moscou o Kíiv, sí que tenia la possibilitat real de castigar severament qualsevol boiar reticent a les seves ordres.
La cada vegada major dependència dels boiars respecte del tsar va causar que els nobles més rics aconseguissin establir-se definitivament a la nova capital russa, Sant Petersburg; tingueren així una major proximitat al tsar i més grans privilegis derivats d'una relació estreta amb el sobirà, i en el medi rural la majoria dels boiars menys adinerats.

### La condició boiar
La jerarquia social romanesa estava composta per boiars, mazil (turc: mazul), răzeș (llaurador, llibert) i rumân (serf). Ser boiar implicava tres coses: ser terratinent, tenir serfs i tenir una funció militar i/o administrativa. Un boiar podia tenir una funció estatal i/o judicial. Aquestes funcions s'anomenaven dregătorie o boierie Només el príncep tenia el poder d'assignar una boieria. Els terratinents amb serfs però sense funció eren classificats com a mazil però encara eren considerats d'origen noble (din os boieresc, literalment d'os de boiar). Petits terratinents que posseïen un domini sense distinció (devălmășie) es deien moșneni, răzeși, mentre que els serfs (servents contractats) eren anomenats rumâni.

### Origen
Tot i que les funcions només podien ser atorgades pel príncep i no eren hereditàries, la possessió de la terra era hereditària. El príncep podia donar terra a algú però no la podia prendre al seu posseïdor excepte per raons greus com la traïció. Per tant, hi havia dos tipus de boiars: aquells les famílies dels quals, com a caps de les antigues comunitats rurals, havien tingut terres abans de la formació dels estats feudals, de manera que el príncep simplement confirmava el seu estatus preexistent com a terratinents; i aquells que adquirien el seu domini a partir d'una donació principesca o que l'havien heretat d'un avantpassat que l'havia adquirit a través d'aquesta donació (vegeu la distinció entre Uradel i Briefadel al Sacre Imperi Romanogermànic i en els seus règims successors feudals). Durant el règim fanariota, també hi havia boiars que no tenien cap terra, sinó només una funció. D'aquesta manera, es podia augmentar el nombre de boiars, venent funcions a aquells que se les podien permetre.

### Jerarquia

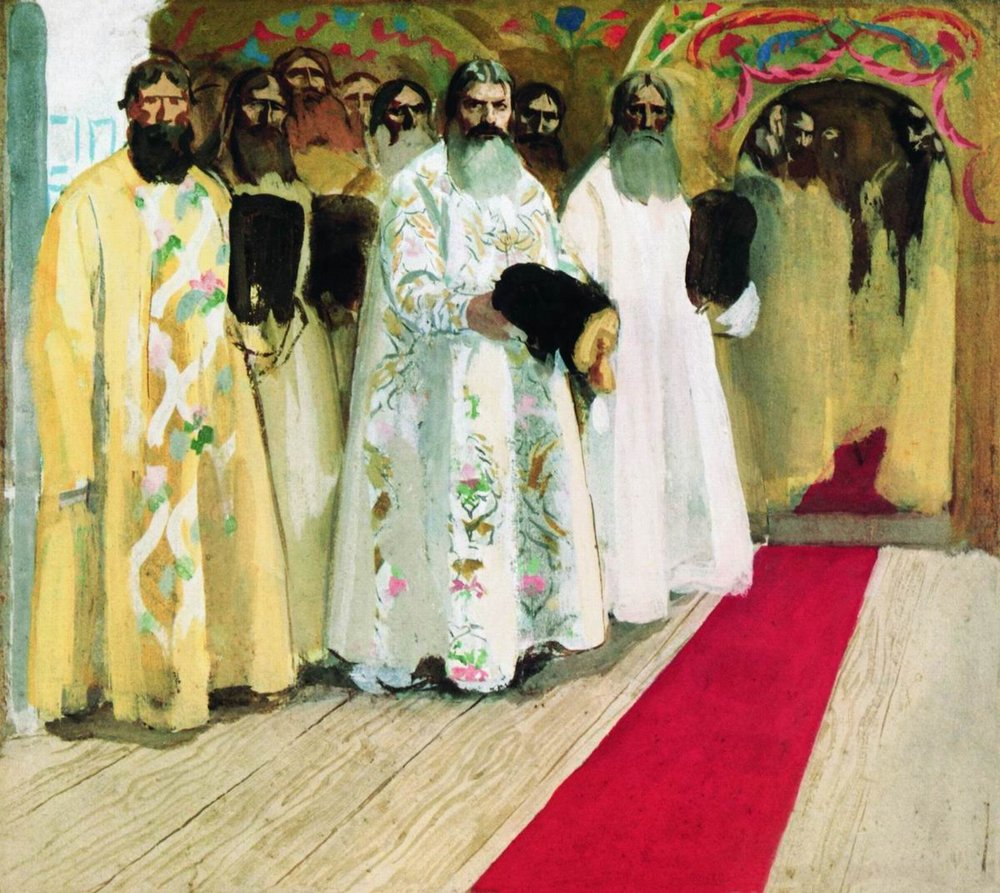
Boiars amb barrets gorlatnaia en una pintura d’Andrei Riabuxkin. Els barrets més alts indicaven un estatus social més elevat.

L'estreta aliança entre la condició boiarca i les funcions administratiu-militars va conduir a una confusió, agreujada pels fanariotes: aquestes funcions van començar a ser considerades com a títols nobiliaris, com a Occident. De fet, això no va ser gens així. Tradicionalment, els boiars s'organitzaven en tres estats: boiars del primer, segon i tercer estat. Per exemple, hi havia un primer o gran postelnic, un segon postelnic i un tercer postelnic, cadascun amb les seves diferents obligacions i drets.
La diferència de condició era visible fins i tot en la vestimenta o l'aspecte físic. Només els boiars del primer estat tenien dret, per exemple, a deixar-se créixer la barba, la resta només tenien dret a un bigoti. Dins de la classe dels boiars del primer estat, hi havia la subclasse dels grans boiars. Aquests eren grans terratinents que també tenien algunes funcions molt elevades, com ara la funció de gran vornic. Per sobre d'aquests grans boiars només hi havia el príncep.

### El príncep
Normalment, un príncep era un boiar abans de la seva elecció o nomenament com a príncep, però això no era una condició absoluta. Inicialment, només els descendents principescos podien ser elegits prínceps. Durant l'època fanariota, però, qualsevol home podia ser príncep si era nomenat pel sultà i prou ric per comprar aquest nomenament del Gran Visir. Durant la sobirania otomana, i especialment durant el règim fanariota, el títol de Príncep es va convertir en una funció administrativa dins de la jerarquia imperial otomana, i per tant en la forma definitiva de boyardisme. El títol de Príncep de Valàquia o Moldàvia era equivalent en dignitat al d'un Paixà amb dues cues de cavall.

### Tsarat de Rússia

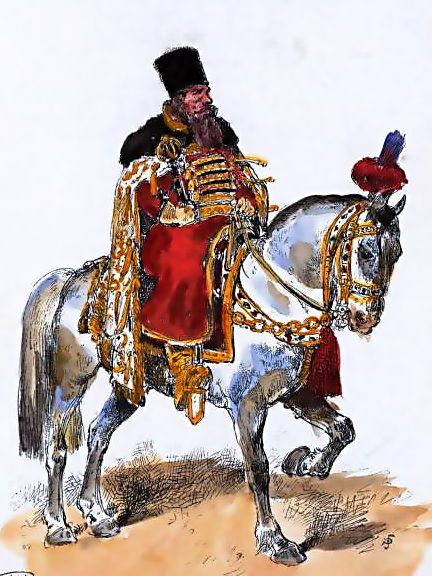
Un boiar rus muntat del

## Boiars a Moldàvia i Valàquia

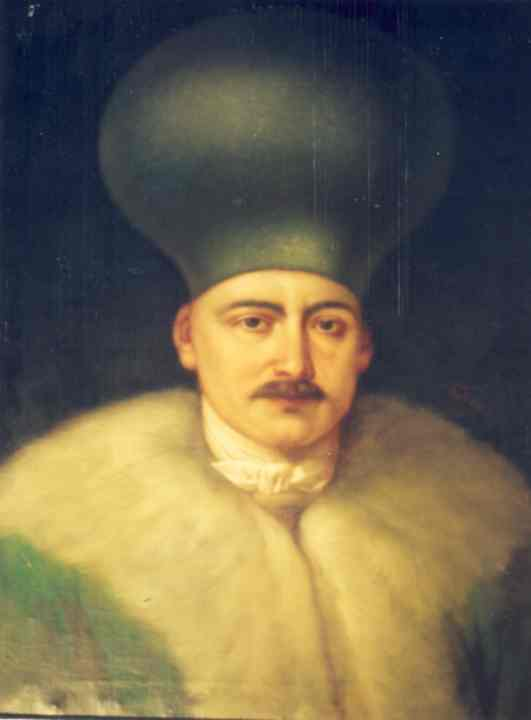
El vornic valaqui Șerban Grădișteanu porta un kalpak, una indicació del seu rang de boiar